# William Claxton
William Claxton (Pasadena, California, 12 de octubre de 1927 - Los Ángeles, California, 11 de octubre de 2008) fue un fotógrafo y escritor estadounidense. 

## Biografía
Claxton es conocido por sus fotografías de artistas de jazz de los años 1960 (Jazz Life), incluido Chet Baker, y por un libro sobre Steve McQueen. También fotografió celebridades y modelos.
En 1967 crea la película Basic Black, que ha sido acreditada como el primer "video de moda" y se encuentra en la colección del Museo de Arte Moderno de Nueva York. La música de la película, utilizando un sintetizador Moog, fue compuesta por David Lucas.
Se casó con la modelo Peggy Moffitt en 1960 y tuvo un hijo, Christopher M. Claxton, nacido en 1973. Claxton murió el 11 de octubre de 2008 de complicaciones por insuficiencia cardíaca congestiva, un día antes de cumplir 81 años.